# Herb Debrzna
Herb Debrzna – jeden z symboli miasta Debrzno i gminy Debrzno w postaci herbu.

## Wygląd i symbolika
Herb przedstawia w srebrnym polu herbowym wypełnionym czarną siecią myśliwską, na zielonej murawie czarnego dzika biegnącego w heraldycznie prawą stronę.

## Historia

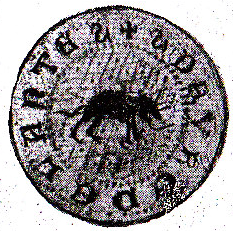
Odrys pieczęci Debrzna z XIV wieku

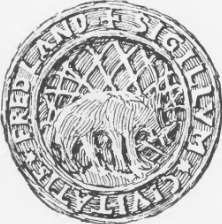
Odrys pieczęci Debrzna 1571

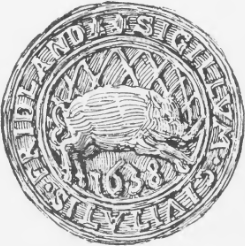
Odrys pieczęci Debrzna 1638

### I Rzeczpospolita
Godło herbowe Debrzna znane jest z kilku pieczęci miejskich z okresu przedrozbiorowego.
Najstarsza pieczęć miejska powstała w XIV wieku, zaś znana jest z dokumentów z lat 1405–1503. Pieczęć okrągła o średnicy 39 mm. W zakratowanym polu pieczęci dzik stojący. Legenda na otoku S(IGILLVM) DE VREDLANTES. Pieczęć ta znajduje się obecnie w Archiwum Państwowym w Toruniu.
Kolejna pieczęć miejska Debrzna powstała w XVI wieku, zaś znamy ją z dokumentu z 1571. Pieczęć okrągła o średnicy 28 mm. W zakratowanym polu znajduje się stojący dzik. Legenda otokowa głosi SIGILLVM CIVITATIS FREDLAND. Pieczęć obecnie zaginiona.
Następna pieczęć Debrzna datowana jest na 1638 i znamy ją z dokumentów z lat 1644–1787. Pieczęć okrągła o średnicy 30 mm. W zakratowanym polu dzik w biegu, pod nim zaś rok 1638. Legenda otokowa głosi SIGILLVM CIVITATIS FREDLAND. Pieczęć obecnie zaginiona.
Kolejna pieczęć Debrzna datowana jest na 1668. Pieczęć okrągła o średnicy 38 mm. Pole pieczęci jak na pieczęci z 1571. Legenda otokowa SIGILLVM MAIVS CIVITATIS FRIDLANDENSIS 1668. Pieczęć nie zachowana, znana tylko z opisów.
Ostatnia znana pieczęć Debrzna z czasów I Rzeczypospolitej powstała w XVIII wieku i przyłożono ją na dokumencie z 1708. Pieczęć okrągła o średnicy 35 mm. Pole pieczęci jak na pieczęci z 1571. Legenda otokowa SIGILLVM CIVITATIS FRIDLANDENSIS. Pieczęć nie zachowana, znana tylko z opisu.

### Czasy rozbiorów
Kolejna pieczęć miasta powstała już po rozbiorach. Wykonano ją w 1793. Pieczęć owalna o wymiarach 22x20 mm. Pole pieczęci jak w poprzednich, legenda STADT PR. FRIEDLAND 1793. Miasto sprawiało sobie nowe pieczęcie jeszcze w XIX wieku, powtarzały one ten schemat.
Herb miasta wymieniają też przedwojenne niemieckie herbarze Huppa i Beckherrna. Otto Hupp jako pierwszy zaproponował używane dzisiaj barwy herbu. Jego dzik był statyczny i zwrócony w prawo. Przedstawienie w pracy Beckherrna natomiast przedstawiało dzika w skoku i nie uwzględniało murawy.

### Okres międzywojenny
W dwudziestoleciu międzywojennym aktywny był Marian Gumowski, który przytoczył herb oraz barwy herbu Debrzna w swojej pracy poświęconej miastom pomorskim. Dzik został przedstawiony w biegu, skierowany w lewo.

### Okres PRL
Herb Debrzna pojawił się w polskich pracach poświęconych herbom miejskim – Gumowskiego z 1960 roku oraz Miastach polskich w tysiącleciu z 1965. Dzik był przedstawiany w biegu lub w skoku, skierowany w prawo.

### Czasy najnowsze
Herb przyjęty przez Radę Miasta i Gminy 13 czerwca 2003 roku wydaje się być niedokładną kopią cyfrową z herbarza miast polskich autorstwa Plewako i Wanaga z 1998 roku.
29 lutego 2016 po uzyskaniu pozytywnej opinii Komisji Heraldycznej, Rada Miejska w Debrznie przyjęła nowy wzór herbu opracowany przez Kamila Wójcikowskiego i Roberta Fidurę.